# Fuempudia
Fuempudia es una laguna y despoblado en el valle del Bayo, actualmente parte del término municipal de Pedrola (España).
Situada a unos 330 metros de altura y ocupando una superficie de 0,84 hectáreas, sirve de refugio a varias especies de fauna en una zona de entorno estepario.
Fue la ubicación de una pardina, actualmente deshabitada, donde trabajaban obreros de los duques de Villahermosa.
En sus alrededores hay varios manantiales denominados "minas de Fuempudia", que dan origen a la paúl y que hasta la construcción del Canal Imperial de Aragón eran la principal fuente de suministro de agua para Pedrola.

## Toponimia
El hidrónimo Fuempudia deriva del latino PUTIDA, adjetivo hecho a partir del verbo latino PUTĒRE con el sufijo latino -IDA. El verbo PUTĒRE originó "poder". La terminación -ia como derivación del sufijo -IDA presenta una evolución comparable a la terminación -io a partir de -IDUS. En Asín de Broto se documenta de acuerdo con la fonética del aragonés central el microtopónimo Fuendeputia, pero la variante pudia era de empleo regular en aragonés medieval igual como en las etapas medievales del leonés y el castellano. En la provincia de Palencia hay un municipio llamado Ampudia que aparece en la documentación medieval como Fuente Pudia entre otras formas.
La laguna de Fuempudia se menciona en la carta de población otorgada por el monasterio de Veruela a los habitantes de Pozuelo de Aragón (1245).

ço es de la font de Cardet entro a la font Pudia, e de las vertientes de las pennas de Magallon entro al forcallo de Paretes Ruvias, assí como fo determinado por mandamiento del sennor rey don Alfonso,...